# 11 tháng 4
Ngày 11 tháng 4 là ngày thứ 101 trong mỗi năm thường (ngày thứ 102 trong mỗi năm nhuận). Còn 264 ngày nữa trong năm.

## Sự kiện
- 618 – Vũ Văn Hóa Cập lãnh đạo binh sĩ Kiêu Quả quân tiến hành binh biến, sát hại Tùy Dạng Đế tại Giang Đô.
- 1241 – Đế quốc Mông Cổ đánh bại Vương quốc Hungary trong trận Mohi.
- 1803 – Ngoại trưởng Pháp Charles Talleyrand đề nghị bán toàn bộ lãnh thổ hạt Louisiana cho Hoa Kỳ.
- 1814 – Napoléon Bonaparte từ bỏ ngôi và bị đày ải qua đảo Elba.
- 1868 – Chế độ tướng quân bị thủ tiêu ở Nhật.
- 1898 – Hiệp định Paris giữa Tây Ban Nha và Hoa Kỳ có hiệu lực, Hoa Kỳ giành lấy quyền kiểm soát Cuba, Puerto Rico, một phần Tây Ấn, Guam, Philippines.
- 1908 – Tàu tuần dương SMS Blücher được hạ thủy, đây là tàu tuần dương bọc thép cuối cùng được Hải quân Đế quốc Đức chế tạo.
- 1921 – Vương quốc Transjordan được thành lập.
- 1951 – Chiến tranh Triều Tiên: Tổng thống Harry S. Truman cách chức tướng Douglas MacArthur khỏi Hàn Quốc.
- 1970 – Tàu Apollo 13 được phóng lên.
- 1979 – Nhà độc tài Uganda Idi Amin bị lật đổ.
- 1980 – Công ước Liên Hợp Quốc về Hợp đồng mua bán hàng hóa quốc tế được ký kết tại Wien, Áo.
- 2001 – Phi hành đoàn bị cầm giữ thuộc máy bay EP-3E của Mỹ hạ cánh xuống đảo Hải Nam, Trung Quốc sau khi đụng độ với máy bay chiến đấu F-8 đã được thả ra.
- 2011 – Động đất Fukushima Hamadōri 2011.[1]
- 2023 – Microsoft chính thức ngừng hỗ trợ mọi kỹ thuật đối với Office 2013.[2]

## Sinh
- 999 – Bao Công, quan đại thần nhà Tống (m. 1062)
- 1357 – Vua João I của Bồ Đào Nha (m. 1433)
- 1966 – Lisa Stansfield, ca sĩ Anh
- 1984 – Yoo Yeon-seok, diễn viên người Hàn Quốc
- 1989 - Nhậm Gia Luân, nam diễn viên, ca sĩ người Trung Quốc
- 1991 – Thiago Alcântara, cầu thủ bóng đá người Tây Ban Nha-Ý-Brazil
- 1995 - Lee Do-hyun, nam diễn viên Hàn Quốc
- 1996 – Phan Văn Đức, cầu thủ bóng đá người Việt Nam
- 2000 – Yu Jimin (nghệ danh: Karina), là ca sĩ người Hàn Quốc, thành viên nhóm nhạc aespa
- 2005 – Danielle Marsh (nghệ danh: Danielle), là người Úc gốc Hàn, thành viên nhóm nhạc NewJeans

## Mất
- 1887 – Phạm Bành, danh thần nhà Nguyễn, một trong những thủ lĩnh phong trào Cần Vương chống Pháp cuối thế kỷ 19 (s. 1827).
- 1937 – Zmicier Žylunovič, nhà văn, nhà báo Belarus (s. 1887)
- 2002 - Đỗ Mậu, Thiếu tướng Quân lực Việt Nam Cộng hòa (s. 1917)
- 2021 – Daunte Wright (s. 2000).

## Ngày lễ và ngày kỷ niệm
- … 1993, 2004, 2015 … – Lễ Phục Sinh